# إيناس فادي
إيناس فادي هي لاعبة كرة قدم إسبانية-مغربية، من مواليد 3 أبريل 2001، وهي من أصول إسبانية، تلعب كلاعبة خط وسط لنادي الدرجة الثالثة، غرناطة، والمنتخب المغربي للسيدات.

## مهنة دولية
ظهرت لأول مرة مع المغرب في 14 يونيو 2021 كبديلة في الدقيقة 80 في مباراة ودية ضد مالي. ولعبت مباراتين وديتين ضد الكاميرون في 6 و9 أبريل 2023.